# 彼得·沃特金森
彼得·沃特金森（英語：Peter Watkinson，？—），新西兰男子赛艇运动员。他曾代表新西兰参加1962年大英帝国和英联邦运动会赛艇比赛，获得男子双人双桨银牌。